# HD 63584
HD 63584 (HR 3038) è una stella situata nella costellazione circumpolare meridionale del Pesce volante. Con una magnitudine apparente di 6,15, è appena visibile ad occhio nudo e solo in condizioni ideali. In base alla parallasse, si trova a 420 anni luce dalla Terra e si sta allontanando con una velocità radiale di 10,4 km/s.
HD 63584 è classificata come stella di tipo "A0 IV/V", cioè è una stella bianca della sequenza principale con caratteristiche di subgigante. Ha 2,58 volte la massa del Sole e un raggio circa 3 volte quello del Sole. HD 63584 ha una luminosità 60 volte quella del Sole e una temperatura efficace di 9.954 K, che gli conferisce la tonalità bianco-bluastra tipica di una stella A0. Nonostante la parte "IV" della classificazione, HD 63584 ha solo 256 milioni di anni,  avendo completato solo il 59,6% del suo ciclo nella sequenza principale.